# Ильина, Раиса Николаевна
Раиса Николаевна Ильина (род. около 1956) — российская православная журналистка и гражданский активист. Публиковалась в «Православной газете» Екатеринбургской епархии, проектах агентства «Русская линия» и в «Уральском рабочем». Член Союза журналистов России.

## Общественная деятельность
Работала в областном доме фольклора, участвовала в фольклорных экспедициях по Свердловской области, РИА «Ура.ру» называет её специалистом по иконописи.
В 2002 году была принудительно помещена в психиатрическую клинику. В интервью местным СМИ она рассказала, что была похищена группой священников, медиков и юристов. Она заявила, что это было связано с её журналистским расследованием по фактам захвата земель в селе Меркушино Верхотурского района и похищениями людей сотрудниками фонда «Город без наркотиков» и Авраамом (Рейдманом), духовником Ново-Тихвинского монастыря и основателем мужского монастыря Свято-Косьминская пустынь. В 2014 году Ильина опознала одного из её похитителей как бывшего депутата Екатеринбургской городской думы Олега Кинёва, осуждённого в 2014 году за убийство, и подала заявление в полицию, но следователи не смогли подтвердить факт похищения.
В 2005 году журналистка обращалась в редакцию «Комсомольской правды» с историями пропадавших девушек, которых родители находили в монастырях и пытались их вернуть домой. Но редакцию тема не заинтересовала.
В сентябре 2008 года опубликовала открытое письмо министру культуры Свердловской области об оскорблении религиозных чувств экспонатами выставки, открывшейся в Свердловском областном краеведческом музее, в частности, упомянув фотосюжет с «православным Крестом из колбасы на тарелке». Министерство ответило, что эта тема обсуждалась на «круглом столе» с участием искусствоведов и историков, которые единодушно не согласились с её обращением.
26 октября 2008 года Раиса Ильина при посещении храма на Крови, стоящем на месте убийства императора Николая II, обнаружила в нём несколько торговых лавок, продававших товары, не имеющие отношения к религиозному культу. Она обратилась к продавцу лотка швейной мастерской «Царская семья», где продавалась светская одежда, с вопросом, почему подобная торговля организована в помещении храма, более того, на месте, где должны проводиться обряды отпевания покойных. Продавец вызвала охранника, который причинил Раисе Ильиной телесные повреждения. Приехавшие через 1,5 часа сотрудники милиции проигнорировали запись видеокамер, впоследствии в местном РУВД отказывали в возбуждении уголовного дела. Ильина обращалась в суд и в епархию, которая, однако, противодействовала разбирательству.
В 2013 году Ильина инициировала следственную проверку бывшего главы Екатеринбурга и основателя фонда «Город без наркотиков» Евгения Ройзмана по обвинениям в массовых кражах икон и повреждении им церкви Николая Чудотворца в селе Быньги, которую он реставрировал. В марте 2017 года Ильина подала жалобу в прокуратуру о проверке музея «Невьянская икона» мэра города Евгения Ройзмана, посчитав, что сколоченные из икон ящики, которые экспонировались там, сделаны из украденных икон и то, как они представлены, является актом кощунства. Ройзман, сообщил, что купил эти вещи у их владельцев, и связал выступление Ильиной с подготовкой к предстоящим выборам губернатора Свердловской области.

### О Сергии (Романове)
В 2013 году в московской газете «Русский Вестник» опубликовала открытое обращение к свердловскому прокурору и начальнику Главного управления МВД РФ по Свердловской области по поводу уголовного прошлого духовника Среднеуральского женского монастыря схиигумена Сергия (Романова), неправомерности принятия им сана и окружающих его событиях. В частности, что паломники, приезжая к нему из разных мест России и СНГ, продавали дома, расставались с близкими (некоторых родственники объявляли во всероссийский розыск), уничтожали паспорта, передавали деньги, вырученные от продажи имущества, в то же время приезжих эксплуатировали в монастыре.
В 2014 году направила заявление в областное министерство образования и областному уполномоченному по правам ребёнка. В связи с этими обвинениями власти провели несколько проверок и не нашли нарушений, отметив, что Сергий с детьми не работает.
В 2020 году в связи со скандалами, связанными с Сергием (Романовым), дала ряд интервью о биографии Сергия и жизни православных прихожан и послушников.